# Dario Carmignani
Dario Carmignani (* 26. April 1968 in Rom) ist ein italienischer Westernreiter.

## Werdegang
Carmignani begann bereits im Kindesalter mit dem Reiten. Seine ersten Reitstunden erhielt er unter der Anleitung eines Corazziere auf einem englischen Sattel. Nachdem er seine Liebe für das Reining entdeckte, reiste er mehrmals nach Kanada und in die USA, um dort geeignete Pferde zu erwerben. 1994 gewann er seinen ersten Wettkampf in Portogruaro.
2002 holte er auf Frozen Sailor zusammen mit seinen Kollegen Adriano Meacci, Nic Cordioli und Marco Manzi für die italienische Equipe bei den Weltreiterspielen 2002 in Jerez de la Frontera (Spanien) im Reining die Bronzemedaille.
In Aachen gewann er auf Skeets Dun bei den Weltreiterspielen 2006 zusammen mit Christian Perez, Adriano Meacci und Marco Ricotta für die italienische Equipe die Bronzemedaille.
Bei den Weltmeisterschaften 2010 in Lexington (Kentucky) gewann er im Reining auf Red Chic Peppy Team-Bronze zusammen mit Marco Ricotta, Stefano Massignan und Nicola Brunelli.
Bei den Europameisterschaften 2017 in Givrins nahm Dario Carmignani teil, war aber nicht Teil der italienischen Equipe und belegte im Einzelwettbewerb mit seinem Hengst Lenas Drawing Nis Gun Platz 15.
Seine 2000 geborene Tochter Sara Carmignani ist ebenfalls Reining-Reiterin.

## Pferde (Auszug)
- Frozen Sailor (* 1995), Falbhengst, Vater: Sir Jac Frost, Muttervater: Top Sail Cody[8]
- Red Chic Peppy (* 1999), Fuchs, Vater: Smart Genolena, Vatervater: Smart Chic Olena, Muttervater: San Siete Leguas, über seinen Großvater Smart Chic Olena ist Red Chic Peppy ein Nachkomme der legendären AQHA Hall of Fame-Stute Poco Lena ist.[9]
- Skeets Dun  (* 2000), Brauner Hengst, Vater: He's a Son of a Dun, Muttervater: Dry Sans Skeet
- Lenas Drawing Nis Gun (* 2007), Brauner Hengst